# Майнельвегиргин
Майнельвегиргин (у верхів'ї Мейнувеем) - річка в  Росії, на півночі  Далекого Сходу, протікає територією  Анадирского району  Чукотського автономного округу.
Назва в перекладі з  чукотського Майнилвегиргин - «великий вододіл».
Витоки річки знаходяться в західних відрогах Мейнгипільгинського хребта. Гирлом є річка Туманська при злитті з річкою Нигчеквеем. При виході з гористій місцевості протікає по плоскій широкій долині шириною від 4 до 6 км, де річка, крім основного русла, розділяється на кілька дрібних, але глибоких (до 2 м) з обривистими берегами проток з повільною течією. У пониззі водотік оточує безліч дрібних озер, місцевість навколо заболочена.
Уздовж узбережжя річки ростуть вільхово-кедровосланцеві ліси (окремі дерева досягають висоти 5 м), які перемежовуються лугами і болотами з вербовими заростями.